# Mydas bucciferus
Mydas bucciferus är en tvåvingeart som först beskrevs av Seguy 1928.  Mydas bucciferus ingår i släktet Mydas och familjen Mydidae. Inga underarter finns listade i Catalogue of Life.